# Kulturzentrum Iskra (Mariupol)

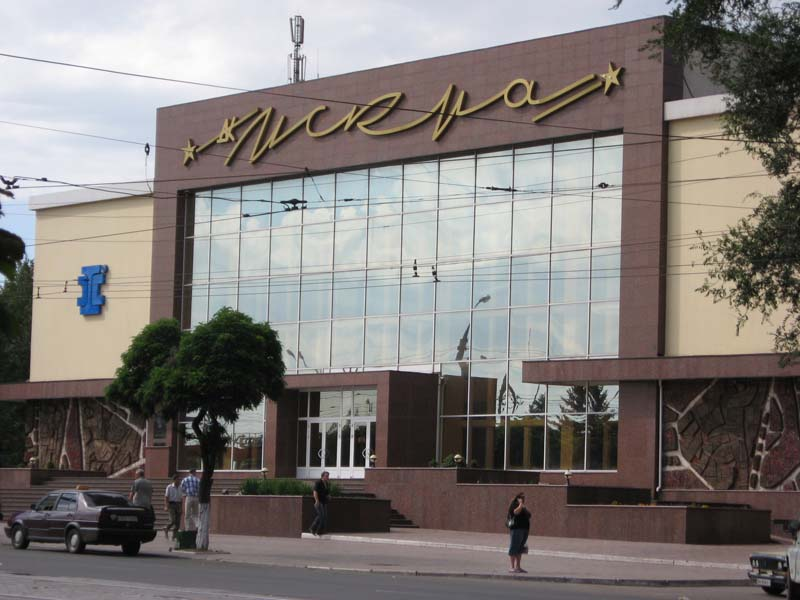
Kulturzentrum Iskra (2007)

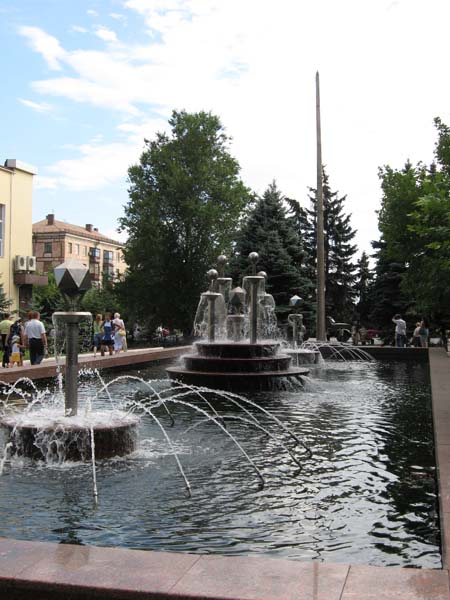
Brunnenanlage

Das Kulturzentrum Iskra (ukrainisch Палац культури «Іскра», russisch Дом Культуры bzw. Дворец культуры «Искра») befindet sich an der Nikopolskyj-Allee (ukrainisch Нікопольський проспект) 143–145 im ukrainischen Mariupol.

## Beschreibung
In der Nähe des Hauptverwaltungsgebäudes des Maschinenbauwerkes Asowmasch befindet sich eines von mehreren Kulturhäusern Mariupols am Westende eines Prospektes, der häufiger den Namen wechselte und unter anderem Iljitsch-Allee (russisch проспект Ильича) und V.-S.-Boika-Allee (ukrainisch проспект В. С. Бойка) hieß. An diesem westlichen Ende stand an der Nordseite ein Gebäude, das im Zweiten Weltkrieg ausbrannte und dessen Ruine in den 1960er Jahren für den Bau des neuen Kulturzentrums genutzt wurde. Es entstand im Auftrag des Mariupoler Ehrenbürgers und Generaldirektors von Asowmasch Wolodymyr Karpow (1911–1987; ukrainisch Володимир Федорович Карпов). Der Architekt Petuchow lieferte die Pläne. Der Ausbau der Ruine in den Jahren 1965 und 1966 wurde mit Geldmangel begründet.
Erbaut wurde ein zweiteiliger Komplex, dessen Südteil wuchtiger und etwas breiter ist als der Nordteil, wobei jeweils der West- und Ostteil wie bei einer Basilika etwas niedriger ist als der zentrale Baubereich. Zudem wurden Nord- und Südteil ebenfalls herausgehoben, so dass eine ähnlich vielgestaltige Dachlandschaft wie beim Dramatheater entstand. Nördlich ist ein Vorbau zu finden, südlich eine Treppenanlage. Der Kulturzentrum hat einen Konzert- und Konferenzsaal, ein eigenes Kino, einen Club-Raum, ein Café und ein Tanzlokal. Westlich neben dem Gebäude wurde eine Brunnenanlage der Maschinenbauer geschaffen.
Das Gebäude wurde mit Kunstwerken von den Kiewer Bildhauern Ernest Kotkow (1931–2012; ukrainisch Ерне́ст Іва́нович Котко́в), Walerij Lamach (1925–1978; ukrainisch Вале́рій Па́влович Ла́мах) und Iwan Lytowtschenko (1921–1996; ukrainisch Іван Семенович Литовченко) geschmückt. Unter anderem wurden in den Jahren 1965 und 1966 großflächige Wandmosaike im Inneren sowie zwei große Reliefplatten an der Fassade geschaffen. An dieser Südfassade befindet sich auch eine Gedenktafel zu Ehren von Wladimir Wyssozki, der hier am 16. März 1973 auftrat, sowie der Iskra-Schriftzug und eine dominante Glasfassade.
Ein Umbau in den Jahren von 2000 bis 2002 bemühte sich, den Charakter des Gebäudes zu bewahren. Während der Belagerung von Mariupol wurde das Gebäude im April 2022 schwer beschädigt. Größere Teile des Gebäudes stürzten ein, die Mosaike wurden teilweise beschädigt.